# Tournoi de clôture du championnat du Chili de football 2002
Navigation
Tournoi précédent Tournoi suivant
Le tournoi de clôture de la saison 2002 du Championnat du Chili de football est le second tournoi de la soixante-dixième édition du championnat de première division au Chili. 
Le format du championnat est complètement modifié à partir de cette année et prend pour modèle le championnat mexicain. La saison sportive est scindée en deux tournois saisonniers, Ouverture et Clôture, qui décerne chacun un titre de champion. Le fonctionnement de chaque tournoi est le même; une première phase voit les seize équipes réparties en quatre poules où elles affrontent les quinze autres équipes une seule fois, les trois premiers de chaque poule se qualifient pour la seconde phase, jouée en matchs à élimination directe. Le vainqueur du tournoi de Clôture se qualifie pour la Copa Libertadores 2003 et est protégé de la relégation en fin de saison, tout comme le finaliste.
La relégation est décidée à l'issue du tournoi de Clôture. Un classement cumulé des deux tournois est effectué et les deux derniers de ce classement sont relégués et remplacés par les deux meilleures équipes de Segunda Division, la deuxième division chilienne.
C'est le club de Colo Colo qui remporte le tournoi après avoir battu le CD Universidad Católica en finale. C'est le vingt-troisième titre de champion du Chili de l'histoire du club.

## Les clubs participants
| - Colo Colo - CD Universidad Católica - CF Universidad de Chile - Unión San Felipe - CD Coquimbo Unido - CSD Rangers - Club de Deportes Cobreloa - Club Deportivo Huachipato | - Club de Deportes Cobresal - Unión Española - Deportes Temuco - Audax Italiano - Club Deportivo Palestino - CD Santiago Morning - Club Deportes Concepción - Santiago Wanderers |

## Compétition
Le barème utilisé pour établir le classement est le suivant :
- Victoire : 3 points
- Match nul : 1 point
- Défaite : 0 point

### Première phase
| Rang | Équipe                    | Pts | J  | G | N | P | Bp | Bc | Diff |
| ---- | ------------------------- | --- | -- | - | - | - | -- | -- | ---- |
| 1    | Colo Colo                 | 23  | 15 | 6 | 5 | 4 | 21 | 15 | +6   |
| 2    | Club Deportivo Huachipato | 20  | 15 | 5 | 5 | 5 | 22 | 18 | +4   |
| 3    | Club Deportes Concepción  | 14  | 15 | 3 | 5 | 7 | 20 | 26 | -6   |
| 4    | Deportes Temuco           | 8   | 15 | 1 | 5 | 9 | 13 | 32 | -19  |

| Rang | Équipe                    | Pts | J  | G  | N | P | Bp | Bc | Diff |
| ---- | ------------------------- | --- | -- | -- | - | - | -- | -- | ---- |
| 1    | Club de Deportes Cobreloa | 34  | 15 | 10 | 4 | 1 | 33 | 10 | +23  |
| 2    | Club de Deportes Cobresal | 27  | 15 | 7  | 6 | 2 | 23 | 20 | +3   |
| 3    | CD Universidad CatólicaT  | 26  | 15 | 7  | 5 | 3 | 28 | 20 | +8   |
| 4    | Audax Italiano            | 18  | 15 | 4  | 6 | 5 | 19 | 22 | -3   |

|  | Qualification pour le barrage pré-Libertadores    |
|  | Qualification pour la seconde phase               |
|  | T : Tenant du titre P : Promu de Segunda Division |

| Rang | Équipe                   | Pts | J  | G | N | P | Bp | Bc | Diff |
| ---- | ------------------------ | --- | -- | - | - | - | -- | -- | ---- |
| 1    | CD Coquimbo Unido        | 17  | 15 | 3 | 8 | 4 | 10 | 12 | -2   |
| 2    | Club Deportivo Palestino | 12  | 15 | 2 | 6 | 7 | 14 | 23 | -9   |
| 3    | CSD Rangers              | 11  | 15 | 2 | 5 | 7 | 13 | 28 | -15  |
| 4    | CD Santiago Morning      | 10  | 15 | 2 | 4 | 9 | 11 | 26 | -15  |

| Rang | Équipe                  | Pts | J  | G | N | P | Bp | Bc | Diff |
| ---- | ----------------------- | --- | -- | - | - | - | -- | -- | ---- |
| 1    | CF Universidad de Chile | 30  | 15 | 8 | 6 | 1 | 32 | 21 | +11  |
| 2    | Santiago Wanderers      | 25  | 15 | 7 | 4 | 4 | 23 | 18 | +5   |
| 3    | Unión Española          | 24  | 15 | 7 | 3 | 5 | 24 | 17 | +7   |
| 4    | Unión San Felipe        | 21  | 15 | 6 | 3 | 6 | 21 | 20 | +1   |

- Club de Deportes Cobreloa se qualifie pour le barrage pré-Libertadores car il a obtenu le meilleur total de points sur l'ensemble de la première phase.

### Seconde phase
Les douze équipes qualifiées participent au premier tour; deux équipes éliminées sont repêchées pour disputer les quarts de finale. Le premier tour utilise un fonctionnement à part : c'est grâce aux points (victoire, nul, défaite) et non avec le score que la qualification est déterminée. En cas d'égalité (une victoire partout par exemple), une prolongation avec but en or est disputée, suivie éventuellement d'une séance de tirs au but.
Premier tour :
| Équipe 1                  | Résultat | Équipe 2                  | Aller | Retour |
| ------------------------- | -------- | ------------------------- | ----- | ------ |
| Colo Colo                 | 3 - 2    | Unión Española            | 3 - 2 | 0 - 0  |
| CD Coquimbo Unido         | 0 - 2    | CD Universidad Católica   | 0 - 0 | 0 - 2  |
| Club Deportivo Huachipato | 4 - 5    | Santiago Wanderers        | 4 - 0 | 0 - 5  |
| CSD Rangers               | 3 - 5    | Club de Deportes Cobreloa | 1 - 2 | 2 - 3  |
| Club Deportes Concepción  | 6 - 5    | Club de Deportes Cobresal | 5 - 1 | 1 - 4  |
| Club Deportivo Palestino  | 5 - 8    | CF Universidad de Chile   | 3 - 4 | 2 - 4  |

Quarts de finale :
| Équipe 1                  | Résultat | Équipe 2                  | Aller | Retour |
| ------------------------- | -------- | ------------------------- | ----- | ------ |
| Colo Colo                 | 7 - 2    | Club de Deportes Cobresal | 4 - 1 | 3 - 1  |
| Santiago Wanderers        | 1 - 6    | CD Universidad Católica   | 0 - 4 | 1 - 2  |
| Club Deportes Concepción  | 1 - 4    | Club de Deportes Cobreloa | 0 - 2 | 1 - 2  |
| Club Deportivo Huachipato | 3 - 3e   | CF Universidad de Chile   | 2 - 2 | 1 - 1  |

Demi-finales :
| Équipe 1                | Résultat | Équipe 2                  | Aller | Retour |
| ----------------------- | -------- | ------------------------- | ----- | ------ |
| CD Universidad Católica | 1 - 0    | CF Universidad de Chile   | 0 - 0 | 1 - 0  |
| Colo Colo               | 4 - 1    | Club de Deportes Cobreloa | 2 - 0 | 2 - 1  |

Finale :
| 20 décembre 2002 | Colo Colo                  | 2 - 0 | CD Universidad Católica | Estadio Nacional, Santiago du Chili         |                                             |
|                  | Espina 22e · Quinteros 86e |       |                         | Spectateurs : 40 000 Arbitrage : Guido Aros | Spectateurs : 40 000 Arbitrage : Guido Aros |

| 23 décembre 2002 | CD Universidad Católica | 2 - 3 | Colo Colo                          | Estadio Nacional, Santiago du Chili             |                                                 |
|                  | Lenci 10e · Acevedo 86e |       | Espina 15e (pen.) · Neira 67e, 73e | Spectateurs : 20 000 Arbitrage : Carlos Chandia | Spectateurs : 20 000 Arbitrage : Carlos Chandia |

### Classement cumulé
Un classement cumulé (Tournois Ouverture 2002 et Clôture 2002) est effectué afin de déterminer les deux équipes reléguées. Les finalistes de chacun des deux tournois sont protégés de toute relégation.
| Rang | Équipe                      | Pts | J  | G  | N  | P  | Bp | Bc | Diff |
| ---- | --------------------------- | --- | -- | -- | -- | -- | -- | -- | ---- |
| 1    | CD Universidad CatólicaO Cf | 55  | 30 | 15 | 10 | 5  | 68 | 42 | +26  |
| 2    | CF Universidad de Chile     | 55  | 30 | 15 | 10 | 5  | 52 | 35 | +17  |
| 3    | Club de Deportes Cobreloa   | 53  | 30 | 15 | 8  | 7  | 61 | 37 | +24  |
| 4    | Colo ColoC                  | 53  | 30 | 15 | 8  | 7  | 50 | 31 | +19  |
| 5    | Santiago Wanderers          | 50  | 30 | 14 | 8  | 8  | 47 | 38 | +9   |
| 6    | Unión San Felipe            | 39  | 30 | 11 | 6  | 13 | 42 | 44 | -2   |
| 7    | Audax Italiano              | 39  | 30 | 10 | 9  | 11 | 37 | 43 | -6   |
| 8    | Club de Deportes Cobresal   | 39  | 30 | 10 | 9  | 11 | 42 | 56 | -14  |
| 9    | Club Deportivo Palestino    | 38  | 30 | 8  | 14 | 8  | 43 | 44 | -1   |
| 10   | Unión Española              | 38  | 30 | 11 | 5  | 14 | 41 | 44 | -3   |
| 11   | Club Deportivo Huachipato   | 36  | 30 | 9  | 9  | 12 | 46 | 49 | -3   |
| 12   | CSD RangersOf               | 35  | 30 | 8  | 11 | 11 | 34 | 43 | -9   |
| 13   | CD Coquimbo Unido           | 35  | 30 | 8  | 11 | 11 | 27 | 38 | -11  |
| 14   | Deportes Temuco             | 31  | 30 | 7  | 10 | 13 | 46 | 59 | -13  |
| 15   | Club Deportes Concepción    | 28  | 30 | 7  | 7  | 16 | 38 | 54 | -16  |
| 16   | CD Santiago Morning         | 25  | 30 | 6  | 7  | 17 | 34 | 51 | -17  |

|  | Relégation directe en Segunda Division |
|  | O : Vainqueur du tournoi Ouverture Of : Finaliste du tournoi Ouverture C : Vainqueur du tournoi Clôture Cf : Finaliste du tournoi Ouverture |

### Barrage pré-Libertadores
Un barrage en match aller-retour a lieu entre les deux meilleures équipes de première phase de chaque tournoi, si elles ne sont pas déjà qualifiées pour la Copa Libertadores. Pour le tournoi Ouverture, Colo Colo, vainqueur par la suite du tournoi Ouverture, puis, le CD Universidad Católica, son suivant et vainqueur du tournoi Coture, laissent la place au 3e, le Club Deportivo Palestino. Pour le tournoi Clôture, c'est le Club de Deportes Cobreloa qui a obtenu le meilleur total.
| Équipe 1                 | Résultat | Équipe 2                  | Aller | Retour |
| ------------------------ | -------- | ------------------------- | ----- | ------ |
| Club Deportivo Palestino | 1 - 2    | Club de Deportes Cobreloa | 1 - 2 | 0 - 0  |

## Bilan du tournoi
| Championnat du Chili de football 2002 |                              |
| Champion                              | Colo Colo (23e titre)        |
| Qualifications continentales          |                              |
| Copa Libertadores 2003                | CD Universidad Católica      |
| Copa Libertadores 2003                | Club de Deportes Cobreloa    |
| Promotions et relégations             |                              |
| Promus en Primera División            | CD Puerto Montt              |
| Promus en Primera División            | CD Universidad de Concepción |
| Relégués en Segunda División          | Club Deportes Concepción     |
| Relégués en Segunda División          | CD Santiago Morning          |